# Tovaria diffusa
Tovaria diffusa là một loài thực vật có hoa trong họ Tovariaceae. Loài này được (Macfad.) Fawc. & Rendle miêu tả khoa học đầu tiên năm 1914.